# Begonia fuchsiiflora
Espèce
Synonymes
- Begonia fuchsiifolia Warb.[1]
- Casparya fuchsiiflora A.DC.[1],[2]
- Stibadotheca fuchsiaefolia A.DC.[1]

Begonia fuchsiiflora est une espèce de plantes de la famille des Begoniaceae. Ce bégonia est originaire d'Équateur. L'espèce fait partie de la section Casparya. Elle a été décrite en 1859 par Alphonse Pyrame de Candolle sous le basionyme de Casparya fuchsiiflora (1806-1893), puis recombinée dans le genre Begonia en 1973 par A.I. Baranov et Fred Alexander Barkley (1908-1989). L'épithète spécifique fuchsiiflora signifie « à fleur de fuchsia » en référence à l'inflorescence qui rappelle celle des fuchsias. 

## Répartition géographique
Cette espèce est originaire des pays suivants : Équateur ; Pérou.